# Plutus (opera)

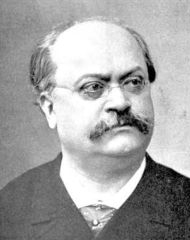
Charles Lecocq

Plutus är en opéra comique i tre akter med musik av Charles Lecocq och libretto av Albert Millaud och Gaston Jollivet. Historien bygger lösligt på den antika pjäsen med samma namn av Aristofanes om vad rikedomen kan orsaka för skada för äkta kärlek.

## Historia och uppförandehistorik
Trots sin stora popularitet hos Parispubliken under 1870- och det tidiga 1880-talet hade Lecocq inte blivit erbjuden att komponera för den berömda operascenen Opéra-Comique. 1884 fick han äntligen ett uppdrag att göra så. Arbetet gick långsamt då Lecocqs hälsa inte var bra och han undergick en allvarlig operation vid samma tidpunkt. I slutet av 1885 var musiken i alla fall färdigkomponerad.
Till librettot omarbetade Albert Millaud och Gaston Jollivet en tvåaktskomedi de hade skrivit redan 1873 till Théâtre du Vaudeville. Teaterchefen på Vaudeville vid tiden för den första uppsättningen hette Léon Carvalho. Han hade därefter blivit ledare för Opéra Comique, där operettversionen av Plutos började repeteras i december 1885. Lecocq tillägnade Carvalho operetten. Till handlingen använde sig Millaud och Jollivet av Aristofanes komedi Plutos och lade till ett kärlekspar och tonade ned satiren. Den hade premiär den 31 mars 1886 men blev ingen succé och togs bort från repertoaren efter åtta föreställningar och ersattes av en nypremiär av Ambroise Thomas Le Songe d'une nuit d'été. Plutus skulle bli den första och sista operett som Lecocq skrev för Opéra-Comique.

## Kritik
1886 hade Lecocq erhållit ett internationellt rykte och kritiker från såväl Storbritannien och USA som Frankrike närvarade vid premiären. I Le Ménestrel skrev Henri Moreno att en del av numren var för långa, men att operetten som helhet "hedrar M. Lecocq och förtjänar att spelas igen". En amerikansk kritiker ansåg att även om stycket inte matchade Lecocqs mest firade operett, Madame Angots dotter i popularitet så innehöll den "många charmanta airs, både glädje och eftertanke som i bästa fall skulle hedra en positivhalare". En brittisk kritiker i The Musical World beskrev stycket som en glimrande succé, men hans konkurrent i The Era höll inte med: "Kompositören har inte levt upp till förväntningarna och hans Plutus måste anses som hans mest misslyckade och obetydliga verk ... musiken är på det hela taget miserabelt svag". I en studie av operetten från år 2015 kommenterar Robert Letellier att antingen fann Lecocq det antika poemet oförenligt med sina styrkor som kompositör eller också var han illa till mods att skriva för den prestigeartade teatern Opéra Comique.

## Personer
| Roller                       | Stämma      | Premiärbesättning den 31 mars 1886 (Dirigent:) |
| ---------------------------- | ----------- | ---------------------------------------------- |
| Plutos, rikedomens gud       | Bas         | Lucien Fugère                                  |
| Chrémyle, en arbetare        | Bas         | Hippolyte Belhomme                             |
| Xinthias, son till Chremyle  | Tenor       | Jean Mouliérat                                 |
| Carion, slav                 | Baryton     | Gabriel Soulacroix                             |
| Xenon, en rik gammal man     | Tenor       | Pierre Grivot                                  |
| Blepsidème, en arbetare      | Bass        | M. Balanqué                                    |
| Aristippe, en bonde          | Tenor       | M. Mauguière                                   |
| Lycas, en vinmakare          | Tenor       | M. Sujol                                       |
| Cléomène, en vinmakare       | Bas         | M. Troy                                        |
| Myrrha, fästmö till Xinthias | Sopran      | Juliette Patoret                               |
| La pauvreté                  | Mezzosopran | Blanche Deschamps-Jéhin                        |
| Praxagora, en rik änka       | Mezzosopran | Juliette Pierron                               |
| En skördearbeterska          | Sopran      | Mlle. Dupont                                   |
| En skördearbeterska          | Mezzosopran | Mlle. Degrandi                                 |

Källa: Partitur och Almanach des Spectacles.

## Handling
Hjälten Xinthias är son till den fattige arbetaren Chrémyle. Han passas upp av slaven Carion, som är mer klartänkt än sin husbonde. Båda är upptagna av hjärteaffärer: Xinthias älskar och älskas av Myrrha; Carion älskar inte men älskas av den rika änkan Praxagora, som han gör allt för att undvika.
Myrrhas fader ämnar gifta bort henne med den rike och gamle friaren Xénon. Xinthias har rådfrågat Apollons orakel, vars råd är att invitera en blind och fattig tiggare. Tiggaren visar sig vara Plutus, rikedomens gud, som belönar Xinthias med att leda in floden Paktolus genom huset. Vattnet innehåller kopiösa mängder med guld och Xinthias blir mycket rik. Vattnet forsar även genom byn och byborna, som tidigare var fredliga, blir korrupta av guldet, och svartsjuka, strider och skvaller härjar. Plutus motsats, fattigdomen, kommer och varnar byborna för rikedomens förbannelse men drivs iväg.
Chrémyle anser nu Myrrha vara ett dåligt val för sin rike son, och de unga förtvivlar. Deras förtvivlan berör den gamle mannen som ger med sig. Men Myrrah tvekar och känner att Xinthias rikedom kan bli ett hinder i vägen. De unga sjunger om guldets förbannelse på jorden. Plutus förbarmar sig över dem och återställer de älskande och deras grannar till fattigdom, kärlek och lycka. Carion säger att rikedom inte kan köpa lycka.
Källa: The Era.

## Musiknummer
Akt 1
- Prelude
- Kör – Ah! Nous avons quitté la chaumière
- Duet (Myrrha, Xinthias) – A l'heure où l'ombre croît

Akt 2 
- Entr'acte
- Couplets (Carion) – Je pourrais trouver mieux, sans doute
- Duet (Praxagora, Carion) – Ah! ce vin est une merveille
- Quartet (Myrrha, Praxagora, Xinthias, Carion) – A-t-elle vu son père?
- Madrigal (Xénon) – Que dites-vous là, ma pervenche
- Duet (Xinthias, Carion) – Elle est partie! — Oui, maître!
- Quartet (Xinthias, Carion, Chrémyle, Plutus) – Dites-moi, citoyens, le chemin pour Athènes
- Trio (Carion, Chrémyle, Plutus) – Nous le tenons! Il est à nous!
- Finale – Mes amis, l'heure est opportune

Akt 3
- Kör – Le vin joyeux rit dans l'amphore
- Bacchic couplets (Plutus) – A nous les vins, à nous les roses
- Air (Myrrha) – Vénus, que traînent les colombes
- Duet (Myrrha, Xinthias) – Saluons d'un si beau jour
- Trio (Myrrha, Xinthias, Chrémyle) – Ta fiancée?
- Morceau d'ensemble – Cela n'est pas de jeu
- Duet (Praxagora, Carion) – Est-ce toi que j'entends
- Couplets (Carion) – J'aurais voulu, sur mon âme
- Finale – Restez! je plains voire souffrance